# Света Петка (Марвинци)
Вижте пояснителната страница за други значения на Света Петка.
„Света Петка“ (на македонска литературна норма: „Света Петка“) е възрожденска православна църква във валандовското село Марвинци, югоизточната част на Северна Македония. Част е от Повардарската епархия на Македонската православна църква. Църквата е изградена през втората половина на XIX век от Андон Китанов. В 1913 година е изгорена от гръцки андарти и възстановена в 1926 година. В 1931 година е разрушена от Валандовското земетресение и е възобновена по-късно. Църквата е трикорабна, с равни дървени тавани, с нартекс на западната страна и с полукръгла олтарна апсида на източната. Има голям, дълъг над 10 метра иконостас, изработен в 1927 – 1928 година. Царските двери са от 1928 година, а иконите датират от 1927 година.